# Lijst van rivieren in Pennsylvania
Dit is een lijst van rivieren en beekjes in Pennsylvania.
- Allegheny
- Anderson Creek
- Antietam Creek
- Aquashicola Creek
- Armstrong Creek
- Aughwick Creek
- Babb Creek
- Back Creek
- Bald Eagle Creek
- Bear Creek
- Bear Run
- Beaver River
- Beech Creek
- Bermudian Creek
- Big Bushkill Creek
- Big Clove Creek
- Big Spring Creek
- Black Creek (zijrivier van de Lehigh River)
- Black Creek (zijrivier van de Nescopeck Creek)
- Black Lake Run
- Blacklick Creek
- Blacklog Creek
- Black Moshannon Creek
- Blockhouse Creek
- Bloody Run
- Bobs Creek
- Bowman Creek
- Brandywine Creek
- Brodhead Creek
- Brokenstraw Creek
- Brush Creek (zijrivier van de Wills Creek)
- Brush Creek (zijrivier van de Raystown Branch Juniata River)
- Buchwha Creek
- Buffalo Creek (zijrivier van de Allegheny)
- Buffalo Creek (zijrivier van de Juniata River)
- Buffalo Creek (zijrivier van de West Branch Susquehanna River)
- Bushkill Creek
- Byberry Creek
- Casselman River
- Catawissa Creek
- Cayuta Creek
- Cedar Run
- Cheat River
- Chemung River
- Chest Creek
- Chester Creek
- Chickies Creek
- Chillisquaque Creek
- Christina River
- Clarion River
- Clark Creek
- Clearfield Creek
- Clear Shade Creek
- Clover Creek
- Cobbs Creek
- Cocalico Creek
- Cocolamus Creek
- Codorus Creek
- Colberts Run
- Conemaugh River
- Conestoga River
- Conewango Creek
- Connoquenessing Creek
- Conococheague Creek
- Conodoguinet Creek
- Cowanesque River
- Crooked Creek
- Cross Fork
- Crum Creek
- Darby Creek
- Dark Shade Creek
- Deep Creek
- Delaware
- Dunning Creek
- Dyberry Creek
- East Branch Brandywine Creek
- East Branch Perkiomen Creek
- East Branch Wallenpaupack Creek
- East Fork Sinnemahoning Creek
- East Licking Creek
- East Sandy Creek
- Elk Creek (zijrivier van de Lake Erie)
- Elk Creek (zijrivier van de Loyalsock Creek)
- Elk Creek (zijrivier van de Penns Creek)
- Elwoods Run
- Equinunk Creek
- Fishing Creek (zijrivier van de Bald Eagle Creek)
- Fishing Creek (zijrivier van de North Branch Susquehanna River)
- French Creek
- Genesee River
- Gunpowder River
- Great Trough Creek
- Harveys Creek
- Hokendauqua Creek
- Honey Creek
- Huntington Creek
- Indian Creek
- Jacks Creek
- Jordan Creek
- Juniata River
- Kettle Creek
- Kinzua Creek
- Kishacoquillas Creek
- Kiskiminetas River
- Lackawanna River
- Lackawaxen River
- Larrys Creek
- Laurel Hill Creek
- Laurel Run
- Lehigh River
- Lick Run
- Licking Creek
- Little Aughwick Creek
- Little Chickies Creek
- Little Clearfield Creek
- Little Conemaugh River
- Little Fishing Creek
- Little Juniata River
- Little Lehigh Creek
- Little Loyalsock Creek
- Little Muncy Creek
- Little Pine Creek
- Little Schuylkill River
- Little Swatara Creek
- Little Toby Creek
- Little Tonoloway Creek
- Little Wills Creek
- Lizard Creek
- Lost Creek
- Loyalhanna Creek
- Loyalsock Creek
- Lycoming Creek
- Mahanoy Creek
- Mahantango Creek
- Mahoning Creek
- Mahoning River
- Maiden Creek
- Manatawny Creek
- Marsh Creek (zijrivier van de Monocacy River)
- Marsh Creek (zijrivier van de Pine Creek)
- Martins Creek (zijrivier van de Delaware)
- Martins Creek (Tunkhannock Creek)
- McMichael Creek
- Mehoopany Creek
- Meshoppen Creek
- Middle Creek (zijrivier van de Lackawaxen River)
- Middle Creek (Monocacy Creek)
- Middle Creek (zijrivier van de Penns Creek)
- Mill Creek (zijrivier van de Clarion River)
- Mill Creek (zijrivier van de Conestoga River)
- Mill Creek (zijrivier van de Tioga River)
- Monocacy Creek
- Monongahela
- Moshannon Creek
- Mosquito Creek
- Muddy Creek
- Muncy Creek
- Nescopeck Creek
- Neshaminy Creek
- Nesquehoning Creek
- North Branch Susquehanna River
- North Fork
- Octoraro Creek
- Ohio
- Oil Creek
- Paradise Creek
- Penns Creek
- Pennypack Creek
- Pequea Creek
- Perkiomen Creek
- Pine Creek (zijrivier van de Mahantango Creek)
- Pine Creek (zijrivier van de Penns Creek)
- Pine Creek (zijrivier van de West Branch Susqehanna River)
- Pithole Creek
- Pocono Creek
- Pohopoco Creek
- Poquessing Creek
- Potato Creek
- Powell Creek
- Quakake Creek
- Quittapahilla Creek
- Redbank Creek
- Red Clay Creek
- Ridley Creek
- Roaring Creek
- Rock Creek
- Saltlick Creek
- Saucon Creek
- Schrader Creek
- Schuylkill River
- Shade Creek
- Shaffer Creek
- Shamokin Creek
- Shaver Creek
- Shenango River
- Sherman Creek
- Shohola Creek
- Sideling Hill Creek
- Sinking Creek
- Sinnemahoning Creek
- Sinnemahoning Portage Creek
- Skippack Creek
- Slate Run
- Slippery Rock Creek
- Snake Creek
- South Branch Codorus Creek
- South Branch Towanda Creek
- South Branch Tunkhannock Creek
- Spring Creek
- Spruce Creek
- Standing Stone Creek
- Starrucca Creek
- Stony Creek (zijrivier van de Conemaugh River)
- Stony Creek (zijrivier van de Susquehanna)
- Stony Fork Creek
- Sugar Creek
- Sugar Run Creek
- Susquehanna
- Swamp Creek
- Swatara Creek
- Tioga River
- Tionesta Creek
- Tobyhanna Creek
- Tohickon Creek
- Tonoloway Creek
- Towanda Creek
- Town Creek
- Troups Creek
- Tulpehocken Creek
- Tunkhannock Creek (zijrivier van de North Branch Susqehanna River)
- Tunkhannock Creek (zijrivier van de Tobyhanna Creek)
- Tuscarora Creek
- Twentymile Creek
- Two Lick Creek
- Unami Creek
- Wallenpaupack Creek
- Waltons Run
- Wappasening Creek
- Wapwallopen Creek
- West Branch Brandywine Creek
- West Branch Codorus Creek
- West Branch Conococheague Creek
- West Branch Delaware River
- West Branch Lackawaxen River
- West Branch Pine Creek
- West Branch Susquehanna River
- West Creek
- White Clay Creek
- White Deer Creek
- White Deer Hole Creek
- Wiconisco Creek
- Wills Creek
- Wilsons Run
- Wissahickon Creek
- Wyalusing Creek
- Wysox Creek
- Yellow Creek
- Yellow Breeches Creek
- Youghiogheny
- Young Womans Creek

Alabama · Alaska · Arizona · Arkansas ·  Californië · Colorado · Connecticut · Delaware · Florida · Georgia · Hawaï · Idaho ·  Illinois · Indiana · Iowa · Kansas · Kentucky · Louisiana · Maine · Maryland · Massachusetts · Michigan · Minnesota · Mississippi · Missouri · Montana · Nebraska · Nevada · New Hampshire · New Jersey · New Mexico · New York ·  North Carolina · North Dakota · Ohio · Oklahoma · Oregon · Pennsylvania · Rhode Island · South Carolina · South Dakota · Tennessee · Texas · Utah · Vermont · Virginia · Washington (staat) · Washington D.C. · West Virginia · Wisconsin · Wyoming